# دنیزآباد
دنیزلی (به گفته خود دنیز) (هم‌چنین دنیزووا) از روستاهای استان موغله در ترکیه است.
این روستا در شهرستان مرکزی استان موغله واقع شده و ۶۸۷ نفر جمعیت دارد.